# Sotisaari (ö i Lappland)
Sotisaari är en ö i Kemi älvs utlopp i kommunen Kemi i landskapet Lappland, i den norra delen av landet, 600 km norr om huvudstaden Helsingfors. Ön ligger i anslutning till staden och har broförbindelser. Arean är omkring 1,6 km²